# صورورنيثوليستس
الصورورنيثوليستس (وتعني «اللصّ السحلية-الطائر») هو جنس من الديناصورات الثيروبودية اللاحمة يَنتمي إلى مجموعة الدرومايوصوريات، عاشَ خلال العصر الطباشيري المتأخر وعثرَ على أحافيره في ألبرتا ومونتانا والمكسيك الجديدة. يُوجد نوعان معروفان من هذا الديناصور، هم «الصورورنيثوليستس. لانغستوني» (الذي اكتشفَ عام 1978) و«الصورورنيثوليستس. روبوتس» (الذي اكتشف في عام 2006). وقد كان الصورورنيثوليستس ديناصوراً لاحماً صغيراً ثنائي الحركة، وكان لديه مخلب كبير منجليّ الشكل في قدمه.

## الاكتشافات
اكتشفت هاوية إحاثية كندية تُدعى «إرين فاندرلوه» هيكلاً عظمي لثيروبود صغير في عام 1974 قربَ بلدة «ستيفيفايل» بألبرتا. وقد جلبت هذا الهيكل إلى «متحف ألبرتا الملكي»، وعرضه هذا على العالم الإحاثي هانز دييتير سويز. وصفَ سويز العينة وسمَّاها في عام 1978، إذ أطلقَ عليها اسم «الصورورنيثوليستس. لانغستوني» واعتبرها النوع الرئيسي لجنس الصورورنيثوليستس الجديد. ويُشير اسم الجنس - صورورنيثوليستس - إلى فصيلة الصورورنيثوديات (المعروفة اليوم بالترودونتيدات)، حيث أن الصورورنيثوليستس كان يُشبه إلى حد بعيد هذه المجموعة، بل وقد يُصنف ضمنها اليوم، وقد أضيفت إلى اسم الصونيثوديات كلمة «ليستس» الإغريقية التي تعني «لص»، وأما اسم النوع - لانغستوني - فقد جاء تيمناً بالإحاثي الأمريكي «وان لانغستون».
استُخرجت عينة النوع الكامل الأساسية (العينة رقم «م.ت.م.ع.إ 74.10.5») للصورورنيثوليستس من تشكيل حديقة الديناصورات بألبرتا، وهي عبارة عن هيكل عظمي متصرر ومتفتفت إلى حد كبير، يَتألف من أسنان وفقرتين وأضلاع ويد وأجزاء من ذيل وجمجمة، تعودُ كلها إلى الفترة الكامبانية ضمن العصر الطباشيري المتأخر.

## الخواص الأحيائية

### البيئة والحياة
كانت بيئة ولاية ألبرتا (موقع اكتشاف بقايا الصورورنيثوليستس لانغستوني) خلال فترة عيش هذا الديناصور شبيهة بسهول الولايات المتحدة الغربية الوسطى الحالية، كما كانت فيها مستنقعات سهول فيضية.
يبدو أن الصورورنيثوليستس كان أكثر الثيروبودات الصغيرة شيوعاً في منطقته، إذ أن العثور على أسنانه وعظامه عموماً هو أمر أشيع بكثير من العثور على بقايا من مثيله الضخم الدرومايوصور. ليسَ من المعروف كثيراً ماذا كان يأكل الصورورنيثوليستس وكيفَ عاش، لكن في إحدى الأحافير المُكتشفة عُثرَ على سن له مغروس داخل عظام جناح بتروصور كبير، ربَّما يكون كويتزالكوتلس يافع. ومع ذلك فإن بعضَ العلماء يَعتقدون - نظراً إلى أن البتروصور كان أكبر بكثير من الصورورنيثوليستس - أنه كان يَتغذى على جيفة بتروصور ميّت بالفعل، لا أنه كان يَصطاد واحداً.

### المفترسات
نشرَ العالم «إيس رونالد جاكوبسن» في عام 2001 وصفاً لفك سفلي يَعود إلى صورورنيثوليستس عليه علامات أسنان غريبة. وكانت قد استُخرجت هذه الأحفورة من تشكيل حديقة الديناصورات، لكن الثيروبودات الصغيرة نادرة الوُجود في هذا التشكيل نظراً إلى أن عظامها النحيلة والضعيفة غالباً ما تُسحَق أو تحفظ بحالة سيئة فيه، وهذا ما زادَ من الناحية العلميَّة أهمية العثور على فك ديناصور بهذا الحجم ومعَ آثار أسنان محفوظة عليه في التشكيل. بلغَ طول الفك السفلي 12 سنتيمتراً، وكانَ فيه 15 موضع سنّ (أي أن الفك بالأصل حوى 15 سناً)، وقد كان فيه 10 باقية من هذه الأسنان - بينها خمسٌ سلمية تماماً -، وأما الأخرى فمنها اثنان مكسوران وثلاثة متضرّرة أيضاً. وأما علامات الأسنان التي تركها الديناصور الآخر على الفك فقد بلغَ عددها ثلاثة، منها اثنتان تتكونان من أخاديد تركها تسنّنات سن المُهاجم (يُقصد بالتسنين أن تكون حواف السن مليئة بالنتوءات الصغيرة الحادَّة لا ملساء).
وقد كانت هذه العلامات مُختلفة عن تلك التي تُسببها ديناصورات الصورورنيثوليستس الأخرى، مما يَستبعد احتمالية حدوثها خلال عراك معَ بني جنسه من أجل الهيمنة أو التجاوز. ومع أن شكل التسننات التي خلّفت العلامات كان مطابقاً تماماً بتسننات الدرومايوصور غير أنها أكثر خشونة وعنفاً بكثير من أن يَكون تركها ذلك النوع، وعلى الرغم من عدم إمكانية تحديد الديناصور الذي تركَ علامات الأسنان على وجه الدقة فإن الأرجح هو أنه كان تيرانوصورياً يافعاً من تيرانوصوريات تشكيل حديقة الديناصورات، مثل غورغوصور أو ديسبليتوصور.